# Tavastia (Club)

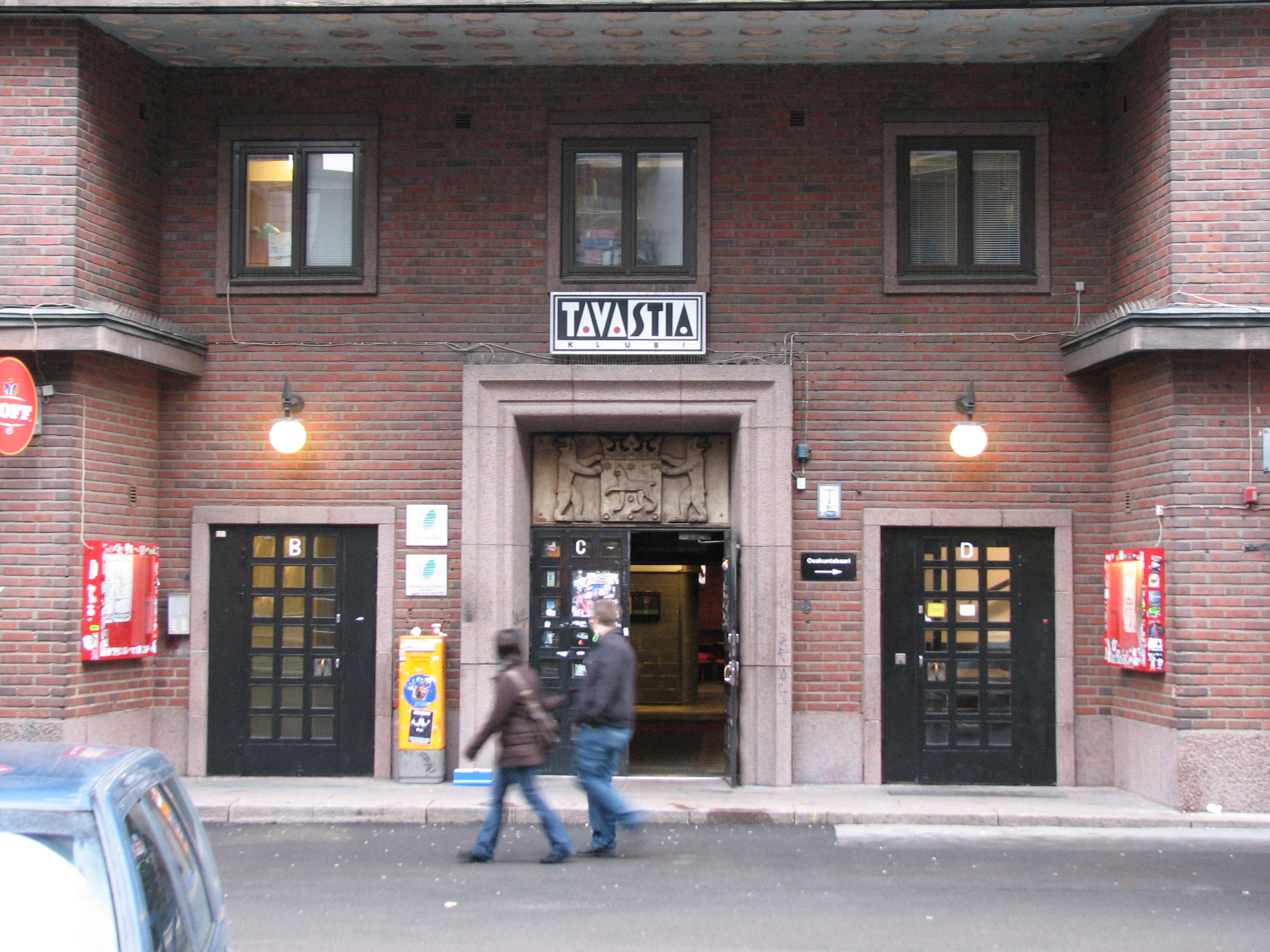
Tavastia außen

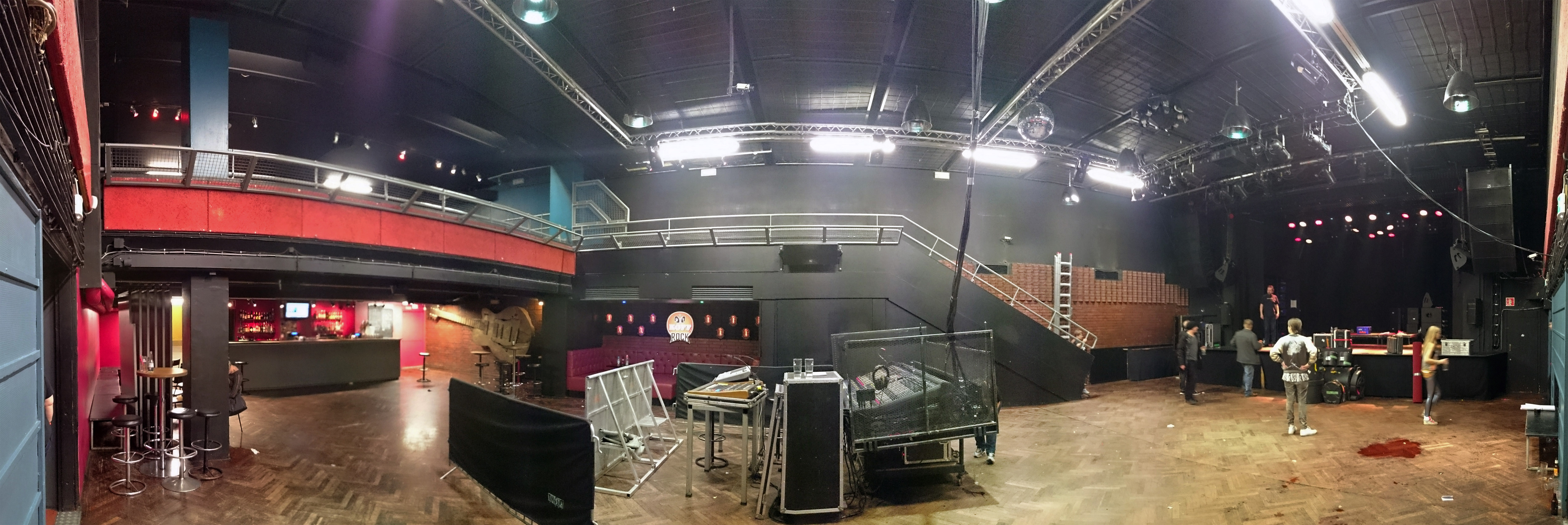
Tavastia innen

Tavastia ist ein Liveclub für Rockmusik in Helsinki, Finnland. Er hat ein Fassungsvermögen von 700 Personen.
Das Gebäude im zentralen Stadtteil Kamppi wurde 1931 als Hauptstelle der Studentenvereinigung Hämäläis-Osakunta erbaut. Die Mitglieder der Vereinigung entstammen der historischen Landschaft Häme (lateinisch: Tavastia). Im Erdgeschoss war das Tanzlokal Hämis eingerichtet. 1970 wurde der Raum zum Rockclub Tavastia umgewandelt, die oberen Etagen werden von der Studentenvereinigung weiterhin belegt. Der Club hat sich als Spielstätte für alle Arten von Rockmusik und seltener auch anderen Musikstilen etabliert.
Seit 1993 gibt es im Keller des Gebäudes den kleineren Club Semifinal, welcher über einen separaten Eingang zu erreichen ist. Dort finden kleinere Konzerte mit Nachwuchs- oder lokalen Bands statt bei einem Fassungsvermögen bis 150 Leute.